# Alexandru Stoianoglo
Alexandru Stoianoglo (Comrat, 3 de junio de 1967), también llamado en ocasiones Alexandr Dmítrievich Stoianoglo (por la transliteración de su nombre en ruso: Александр Дмитриевич Стояногло), es un político y fiscal moldavo.
Fue el candidato presidencial del Partido de los Socialistas de la República de Moldavia (PSRM) para las elecciones presidenciales de Moldavia de 2024, obteniendo la segunda candidatura más votada el 20 de octubre y pasando al balotaje del 3 de noviembre, donde finalmente fue derrotado por la presidenta en funciones Maia Sandu.

## Biografía
Alexandru Stoianoglo nació en Comrat, entonces parte de la República Socialista Soviética de Moldavia y ésta a su vez de la Unión Soviética, el 3 de junio de 1967.
Realizó sus estudios básicos en la escuela 54 de Comrat, para más tarde cursar estudios de Derecho en la Universidad Estatal de Moldavia, de donde egresó en 1992, al año siguiente de la disolución de la Unión Soviética.

## Trayectoria profesional
En el mismo 1992 trabajó como pasante en un departamento de la Oficina del Fiscal de Chisináu, capital de la recién independizada República de Moldavia.
En 1995, tras finalizar la pasantía fue destinado como fiscal en la Unidad Territorial Autónoma de Gagaúzia. En 2006 intentó postularse a Gobernador de Gagaúzia, obteniendo únicamente el 10,58 % de votos, por lo que no calificó para la segunda vuelta.
En 2007 comenzó su propia firma de abogados y en 2009 fue elegido diputado del Parlamento de Moldavia tras las elecciones parlamentarias de Moldavia de julio de 2009 y nombrado vicepresidente del Parlamento dominado por la Alianza para la Integración Europea (AIE), en la que se encontraba el Partido Demócrata. Repitió escaño tras las elecciones parlamentarias de Moldavia de 2010, aunque no la vicepresidencia.
De 2009 a 2014 dirigió la Delegación Permanente del Parlamento de Moldavia ante la Asamblea Parlamentaria de la CEI. De 2011 a 2014, dirigió el Grupo de Amistad entre el Parlamento de Moldavia y la Duma Estatal de Rusia.
En 2014, preguntado por el referéndum sobre el estatus político de Gagaúzia de 2014 a sabiendas de sus posturas prorrusas, respondió respeto la decisión del pueblo gagaúzo, aunque no reconoció los resultados.
Para las elecciones parlamentarias de Moldavia de 2014, Stoianoglo no estuvo en las listas del Partido Demócrata, lo que le llevó a abandonar el partido e intentar postularse nuevamente como independiente para gobernador de Gagaúzia, obteniendo únicamente el 4,98 % de los votos, lo que le volvió a dejar fuera de la segunda vuelta.
En 2019 fue nombrado Fiscal General de Moldavia, puesto del que fue removido el 5 de octubre de 2021 por acusaciones de corrupción y tráfico de influencias. En 2023, el Tribunal Europeo de Derechos Humanos reconoció que Alexandru Stoianoglo había visto violados sus derechos a un juicio justo en algunas de las causas llevadas contra él entre 2021 y 2023.
En 2024 fue elegido por el Partido de los Socialistas de la República de Moldavia para ser su candidato a la presidencia de Moldavia para las elecciones presidenciales del 20 de octubre.